# Kłoda (wieś w powiecie pilskim)
Kłoda (pol. hist. Gędek) – wieś krajeńska w Polsce położona w województwie wielkopolskim, w powiecie pilskim, w gminie Szydłowo.

## Historia
Miejscowość pierwotnie związana była z Wielkopolską. Pierwsze zapisy o osadzie pochodzą z XVI wieku. W latach 1564–1567 w jej miejscu odnotowano młyn bez żadnej nazwy, który w wyniku porównania późniejszych przekazów źródłowych przez historyków został uznany za pierwotny ślad osadnictwa w miejscu obecnej wsi Kłoda, która nazywała się wtedy inaczej niż obecnie. W 1586 w tym miejscu wspomniany został młyn Gędek, w 1619 Gędkowski Młyn, w 1627 Pokrzywnicki Młyn, w 1944 Kegelsmühl.
Miejscowość w XVI wieku należała do królów polskich i leżała w starostwie ujskim w powiecie poznańskim Korony Królestwa Polskiego.
W 1567 starosta ujski Stanisław z Górki zapisał młynarzowi Wawrzyńcowi Gędkowi 220 grzywien na odbudowę młyna na rzece Pokrzywnicy i wymienił przynależne mu grunty. W 1586 w postępowaniu spornym w sprawie granicy pomiędzy starostwem wałeckim, a starostwem ujskim młynarz Gędek z Pokrzywnicy zeznał, że jego młyn oraz wieś Pokrzywnica zostały założone na gruncie wsi Stobno. W archiwalnym dokumencie odnotowano, że świadkowie potwierdzili powstanie młyna o nazwie Gędek na gruncie stobińskim. Dokument ten został oficjalnie zatwierdzony w 1591.

## Obecnie
Wieś jest siedzibą sołectwa "Kłoda" w którego skład wchodzi również miejscowość Leśny Dworek. Znajduje się tu również placówka Ochotniczej Straży Pożarnej.
W latach 1975–1998 miejscowość należała administracyjnie do województwa pilskiego.